# Daniel Gómez
Daniel Gómez (n. 6 mai 1990, Ciudad de México, Mexic) este un scrimer mexican specializat pe floretă. 
A participat la probă de floretă masculin la Jocurile Olimpice de vară din 2012, unde s-a clasat pe locul 29 după ce a fost învins de chinezul Ma Jianfei în tabloul de 32.

## Legături externe
- en Daniel Gómez la Olympedia.org